# Stenosmylus turneri
Stenosmylus turneri là một loài côn trùng trong họ Osmylidae thuộc bộ Neuroptera. Loài này được Kimmins miêu tả năm 1940.